# 科斯托皮爾區

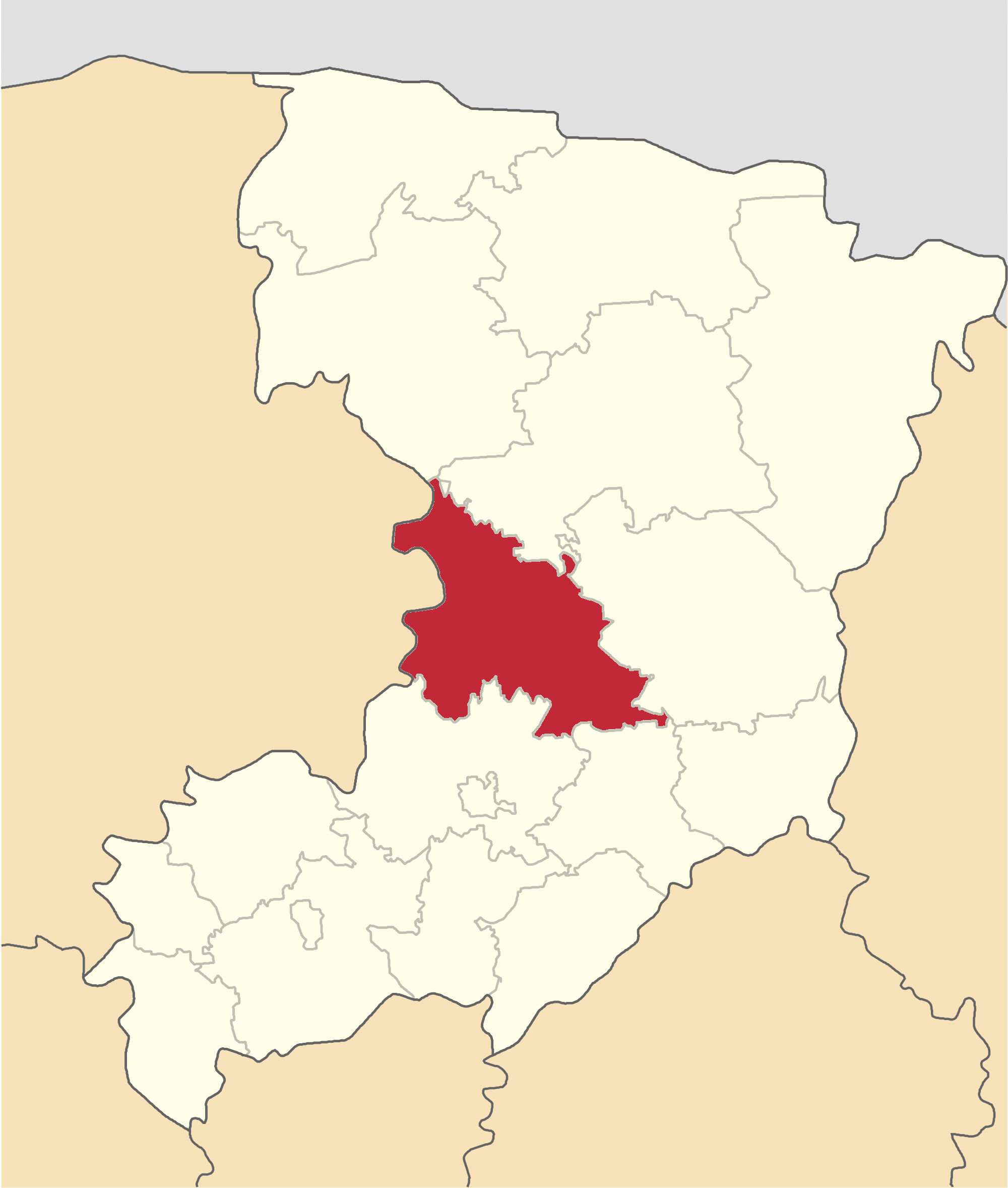

科斯托皮爾區（烏克蘭語：Костопільський район）是位於烏克蘭西北部羅夫諾州的舊區，首府設於科斯托皮爾，並於2020年被撤銷。該區面積1,496平方公里，2015年人口64,806，人口密度每平方公里43.2人。